# شعب المارواري
شعب مارواري أو ماروادي هي مجموعة إثنية هندية ينحدر أفرادها من منطقة راجستان الهندية. تندرج لغتهم، التي تدعى أيضا مارواري، تحت مظلة اللغات الراجستانية، والتي هي بدورها جزء من النطاق الغربي للغات الهندو-آرية.
شكل المارواري مجتمعًا تجاريًا عظيم النجاح، أولًا بصفتهم تجار داخليين خلال عهد ممالك راجبوت، ولاحقًا مستثمرين في الإنتاج الصناعي وقطاعات أخرى. اليوم هم يسيطرون على العديد من أكبر المجموعات الإعلامية في البلاد. رغم انتشارهم في جميع أنحاء الهند، إلا أنهم تمركزوا تاريخيًا في كلكتا ومومباي وتشيناي ودلهي وناغبور وبونه والمناطق النائية في وسط وشرق الهند.

## أصل التسمیة
أشار مصطلح مارواري إلى المنطقة التي تضمها ولایة ماروار الأمیریة السابقة، التي تسمى أیضًا منطقة جودبور في جنوب غرب راجستان في الهند. ثم تطورت التسمیة لتكون لشعب راجستان عمومًا، لكنها تُستخدم خصوصًا للإشارة إلى بعض الجاتیس التي تقع داخل طائفة بانیا.
الأبرز بین ھذه المجتمعات هي أغراوالس، خاندیلوالس، ماهیشواریس وأوزوالس. ومع ذلك، فإن معظم الأشخاص الذین یُعدون الآن من مجتمع مارواري لدیهم أصول في الواقع في مقاطعات جونجونو، شورو وشیخواتي بدلاً من جودبور. ربما یرجع ارتباط مصطلح مارواري بجودبور إلى المكانة العالیة لهذا المكان في الهند قبل الاستقلال.
یعتقد دویجیندرا تریباثي أن مصطلح مارواري ربما استخدمه التجار فقط عندما  كانوا خارج منطقتهم الأصلیة، أي مشتتین.
تدعم آن ھاردجروف أیضًا هذه الحجة قائلة إن هویة مارواري لا یمكن أن توجد إلا في سیاق الشتات الذي جاء من مكان ما، وإلى أن هاجروا لم یكن لدیهم مثل ھذا التصنیف.

## تاريخ

### الأصول المبكرة
تاريخيا، كان التجار الماروريون مهاجرين في عادتهم. شملت الأسباب المحتملة لتلك السمة قرب موطنهم من طريق الغانج – طريق التجارة يامونا؛ وتنقلهم للفرار من المجاعة؛ والتشجيع الذي شهدوه من قبل حكام مختلفين في شمال الهند الذين رأوا فيهم مهارة في العمل المصرفي والمالي.
تشعب نمط الهجرة الماروارية على نحو متزايد في أعقاب تراجع الحروب بين ممالك راجبوت، والتي ساهم المارواري في تمويلها، فضلًا عن تضاؤل نفوذ مجتمعهم على طرق القوافل الهندية الشمالية التجارية نتيجة لتمركز البريطانيين في المنطقة. ما ساهم أيضًا في تغيير بؤرة الهجرة كان إنشاء البريطانيين طرق ومراكز تجارية جديدة في بريطانيا، فضلا عن تراجع الأهمية السياسية لبلاط راجبوت الذين اعتمدوا في استهلاكهم على أموال مارواري. رحب مجتمعهم بالسلامة النسبية التي قدمها الوجود البريطاني، فضلًا عن الأطر التجارية والقانونية التي وفرها، والتي كانت أكثر ملاءمة لأنشطة مارواري من النظم التي كانت سائدة خلال الفترة السابقة من حكم مغول وراجبوت.
عمل أفراد عائلة مارواري جاغات سيث مصرفيين لدى المغول.

### العهد البريطاني
بعد تراجع سلطة المغول في إقليم البنغال، هاجر تجار مارواري والمصرفيون والماليون إلى مناطق السلطة البريطانية المتنامية في كلكتا. كانت هناك تحولات سكانية كبيرة بشكل خاص إلى بومباي بين عامي 1835 و1850 وكلكتا منذ منذ سبعينيات القرن التاسع عشر، وكذلك إلى مدراس. استمر مجتمعهم في الانتشار إلى مناطق السيطرة البريطانية على مدى القرن التاسع عشر، حتى أصبحوا «ساهوكار» (مقرضو الأموال) وسماسرة للتجارة الداخلية في وسط الهند وماهاراشترا. تسارعت هجرة هؤلاء التجار في النصف الثاني من القرن التاسع عشر مما أدى إلى انخفاض شعبيتهم، وحصول أعمال عنف على أساس طائفي ضدهم.

قال المؤرخ ميدها. كودايزيا أن الماروريين:
تحولوا من كونهم لاعبين في ميدان التجارة إلى تكتلات صناعية ... وبعد تحولهم إلى سماسرة ومصرفيين، شرعوا في كسر الاحتكار البريطاني لصناعة الجوت (نوع من النبات يزرع لاستخلاص أليافه) بعد الحرب العالمية الأولى؛ ثم انتقلوا إلى قطاعات صناعية أخرى، مثل القطن والسكر، وأسسوا تكتلات متعددة. بحلول خمسينيات القرن العشرين، هيمن المارواري على القطاع الصناعي الخاص في الهند، ليصبحوا مؤسسين لأبرز مؤسسات الأعمال فيها.
حقق عدد كبير من مجموعات الأعمال التجارية الماروارية ثروتهم في أسواق المضاربة في القرن التاسع عشر وأوائل القرن العشرين.
على الرغم من احتفاظهم بعلاقات وثيقة وعلنية مع السلطات البريطانية، إلا أن أعضاء مجتمع أعمال مارواري كانوا من أوائل الداعمين الماليين للمؤتمر الوطني الهندي، في السر غالبًا.

### الهند المستقلة
في عام 1956، عارض اتحاد مارواري لعموم الهند قيام تنظيم لغوي للولايات، في حين احتكروا شراء صحف لغوية إقليمية في ماهاراشترا وتاميل نادو وأندرا براديش. يسيطر المارواري اليوم على عديد من أكبر المجموعات الإعلامية في البلاد.
تراجعت سيطرتهم على الاقتصاد الهندي في أعقاب الإصلاحات الاقتصادية في البلاد عام 1991. من ذروة السيطرة التي بلغت 24% عام 1990، تراجعت النسبة إلى ما دون 2% في عام 2000. يعكس ذلك نمو صناعات جديدة خارج مجال تجارة السلع الأساسية والإنتاج الأولي. كان الرقم لعام 2000 أقل من نظيره لعام 1939، عندما بدأ مجتمعهم بالنهوض.